# DDR-Bestenermittlung im Frauenfußball 1979
Die 1. DDR-Bestenermittlung des DFV im Frauenfußball fand 1979 statt. Der Wettbewerb begann am 25. August 1979 mit der Vorrunde und endete am 6. Oktober 1979 mit dem Titelgewinn der BSG Motor Mitte Karl-Marx-Stadt.

## Teilnehmende Mannschaften
Nahezu 300 Mannschaften hatten an den Spielen um die 14 Bezirksmeisterschaften der DDR-Bezirke und der Ost-Berliner Meisterschaft teilgenommen.
Für die Vorrunde der DDR-Bestenermittlung qualifizierten sich folgende vierzehn Bezirksmeister und der Meister aus Ost-Berlin:
| - Bezirk Rostock BSG Post Rostock - Bezirk Schwerin BSG Aufbau Schwerin - Bezirk Neubrandenburg BSG NGMB Neubrandenburg - Bezirk Potsdam BSG Turbine Potsdam - Ost-Berlin BSG Motor Köpenick | - Bezirk Frankfurt (Oder) BSG Halbleiterwerk Frankfurt/O. - Bezirk Magdeburg BSG Motor Schönebeck - Bezirk Halle BSG Chemie Wolfen - Bezirk Leipzig BSG Chemie Leipzig - Bezirk Cottbus BSG Aktivist Schwarze Pumpe | - Bezirk Dresden BSG Aufbau Dresden-Ost - Bezirk Karl-Marx-Stadt BSG Motor Mitte Karl-Marx-Stadt - Bezirk Erfurt BSG Fortschritt Erfurt - Bezirk Gera BSG Modedruck Gera - Bezirk Suhl BSG Aufbau Pferdsdorf |

## Modus
In der Vorrunde wurden vier Gruppen (3× 4 Mannschaften und 1× 3 Mannschaften) nach möglichst territorialen Gesichtspunkten gebildet, die jeweils in einem Turnier nach dem Modus „Jeder gegen Jeden“ den Teilnehmer für die Endrunde ausspielten. Im Endrunden-Turnier ermittelten dann die vier Gruppensieger wieder nach dem Modus „Jeder gegen Jeden“ à zweimal 20 Minuten den ersten Titelträger im DDR-Frauenfußball.

## Vorrunde

### Gruppe 1
Die Spiele der Gruppe 1 wurden am 15. September 1979 in Neubrandenburg im Stadion der BSG Nahrungsgütermaschinenbau (NGMB) vor 500 Zuschauern ausgetragen.
|                         | Ergebnis |                         | Torschützinnen                       |
| ----------------------- | -------- | ----------------------- | ------------------------------------ |
| BSG Aufbau Schwerin     | 0:1      | BSG Post Rostock        | Erdmann                              |
| BSG NGMB Neubrandenburg | 4:1      | BSG Aufbau Schwerin     | 2× Land, Schuring, Kozianka / Petrov |
| BSG Post Rostock        | 2:0      | BSG NGMB Neubrandenburg | 2× Erdmann                           |

Abschlusstabelle
| Pl. | Mannschaft              | Sp. | S | U | N | Tore    | Diff. | Punkte |
| --- | ----------------------- | --- | - | - | - | ------- | ----- | ------ |
| 1.  | BSG Post Rostock        | 2   | 2 | 0 | 0 | 003:000 | +3    | 04:0   |
| 2.  | BSG NGMB Neubrandenburg | 2   | 1 | 0 | 1 | 004:300 | +1    | 02:20  |
| 3.  | BSG Aufbau Schwerin     | 2   | 0 | 0 | 2 | 001:500 | −4    | 0:40   |

### Gruppe 2
Die Spiele der Gruppe 2 wurden am 2. September 1979 in Gera-Zwötzen im Stadion der Textilarbeiter vor 500 Zuschauern ausgetragen.
|                                 | Ergebnis |                                 | Torschützinnen                 |
| ------------------------------- | -------- | ------------------------------- | ------------------------------ |
| BSG Modedruck Gera              | 1:2      | BSG Fortschritt Erfurt          | Kronschwitz / Baff, Pöggel     |
| BSG Motor Mitte Karl-Marx-Stadt | 3:0      | BSG Aufbau Pferdsdorf           | 2× Weißbach, Junghans          |
| BSG Fortschritt Erfurt          | 0:3      | BSG Motor Mitte Karl-Marx-Stadt | 3× Weißbach                    |
| BSG Aufbau Pferdsdorf           | 3:1      | BSG Modedruck Gera              | Köhler, 2× Müller / Seidemann  |
| BSG Fortschritt Erfurt          | 5:1      | BSG Aufbau Pferdsdorf           | 2× Jentsch, 3× Pöggel / Müller |
| BSG Modedruck Gera              | 0:0      | BSG Motor Mitte Karl-Marx-Stadt |                                |

Abschlusstabelle
| Pl. | Mannschaft                      | Sp. | S | U | N | Tore    | Diff. | Punkte |
| --- | ------------------------------- | --- | - | - | - | ------- | ----- | ------ |
| 1.  | BSG Motor Mitte Karl-Marx-Stadt | 3   | 2 | 1 | 0 | 006:000 | +6    | 05:10  |
| 2.  | BSG Fortschritt Erfurt          | 3   | 2 | 0 | 1 | 007:500 | +2    | 04:20  |
| 3.  | BSG Aufbau Pferdsdorf           | 3   | 1 | 0 | 2 | 004:900 | −5    | 02:40  |
| 4.  | BSG Modedruck Gera              | 3   | 0 | 1 | 2 | 002:500 | −3    | 01:50  |

### Gruppe 3
Die Spiele der Gruppe 3 wurden am 8. September 1979 im Chemie-Stadion von Roßleben vor 2.000 Zuschauern ausgetragen.
|                      | Ergebnis |                      | Torschützinnen                                              |
| -------------------- | -------- | -------------------- | ----------------------------------------------------------- |
| BSG Chemie Leipzig   | 3:0      | BSG Motor Schönebeck | John, Heimann, Eckstein                                     |
| BSG Turbine Potsdam  | 3:2      | BSG Chemie Wolfen    | Seidel, Hennig, Huebel / Mieth, Wildenhein                  |
| BSG Chemie Leipzig   | 2:1      | BSG Turbine Potsdam  | 2× Heimann / Neidhardt                                      |
| BSG Motor Schönebeck | 0:4      | BSG Chemie Wolfen    | 2× Mieth, 2× Höppner                                        |
| BSG Chemie Wolfen    | 3:0      | BSG Chemie Leipzig   | 2× Mieth, Zieke                                             |
| BSG Motor Schönebeck | 0:5      | BSG Turbine Potsdam  | Neidhardt, Misch, Grüner, Seidel sowie ein Eigentor (Faust) |

Abschlusstabelle
| Pl. | Mannschaft           | Sp. | S | U | N | Tore    | Diff. | Punkte |
| --- | -------------------- | --- | - | - | - | ------- | ----- | ------ |
| 1.  | BSG Chemie Wolfen    | 3   | 2 | 0 | 1 | 009:300 | +6    | 04:20  |
| 2.  | BSG Turbine Potsdam  | 3   | 2 | 0 | 1 | 009:400 | +5    | 04:20  |
| 3.  | BSG Chemie Leipzig   | 3   | 2 | 0 | 1 | 005:400 | +1    | 04:20  |
| 4.  | BSG Motor Schönebeck | 3   | 0 | 0 | 3 | 000:120 | −12   | 0:60   |

### Gruppe 4
Die Spiele der Gruppe 4 wurden am 25. August 1979 im Waldstadion von Lauchhammer vor 700 Zuschauern ausgetragen.
|                                 | Ergebnis |                                 | Torschützinnen                         |
| ------------------------------- | -------- | ------------------------------- | -------------------------------------- |
| BSG Aktivist Schwarze Pumpe     | 1:2      | BSG Halbleiterwerk Frankfurt/O. | Reinicke / Rosinski, Fuhrmann          |
| BSG Aufbau Dresden-Ost          | 2:1      | BSG Motor Köpenick              | 2× Stephan / Grieshaber                |
| BSG Halbleiterwerk Frankfurt/O. | 0:3      | BSG Aufbau Dresden-Ost          | 3× Stephan                             |
| BSG Motor Köpenick              | 3:0      | BSG Aktivist Schwarze Pumpe     | Hoffmeister, Keller sowie ein Eigentor |
| BSG Halbleiterwerk Frankfurt/O. | 1:2      | BSG Motor Köpenick              | Goszcynsky / 2× Grieshaber             |
| BSG Aktivist Schwarze Pumpe     | 0:3      | BSG Aufbau Dresden-Ost          | 3× Zebisch                             |

Abschlusstabelle
| Pl. | Mannschaft                      | Sp. | S | U | N | Tore    | Diff. | Punkte |
| --- | ------------------------------- | --- | - | - | - | ------- | ----- | ------ |
| 1.  | BSG Aufbau Dresden-Ost          | 3   | 3 | 0 | 0 | 008:100 | +7    | 06:0   |
| 2.  | BSG Motor Köpenick              | 3   | 2 | 0 | 1 | 006:300 | +3    | 04:20  |
| 3.  | BSG Halbleiterwerk Frankfurt/O. | 3   | 1 | 0 | 2 | 003:600 | −3    | 02:40  |
| 4.  | BSG Aktivist Schwarze Pumpe     | 3   | 0 | 0 | 3 | 001:800 | −7    | 0:60   |

## Endrunde

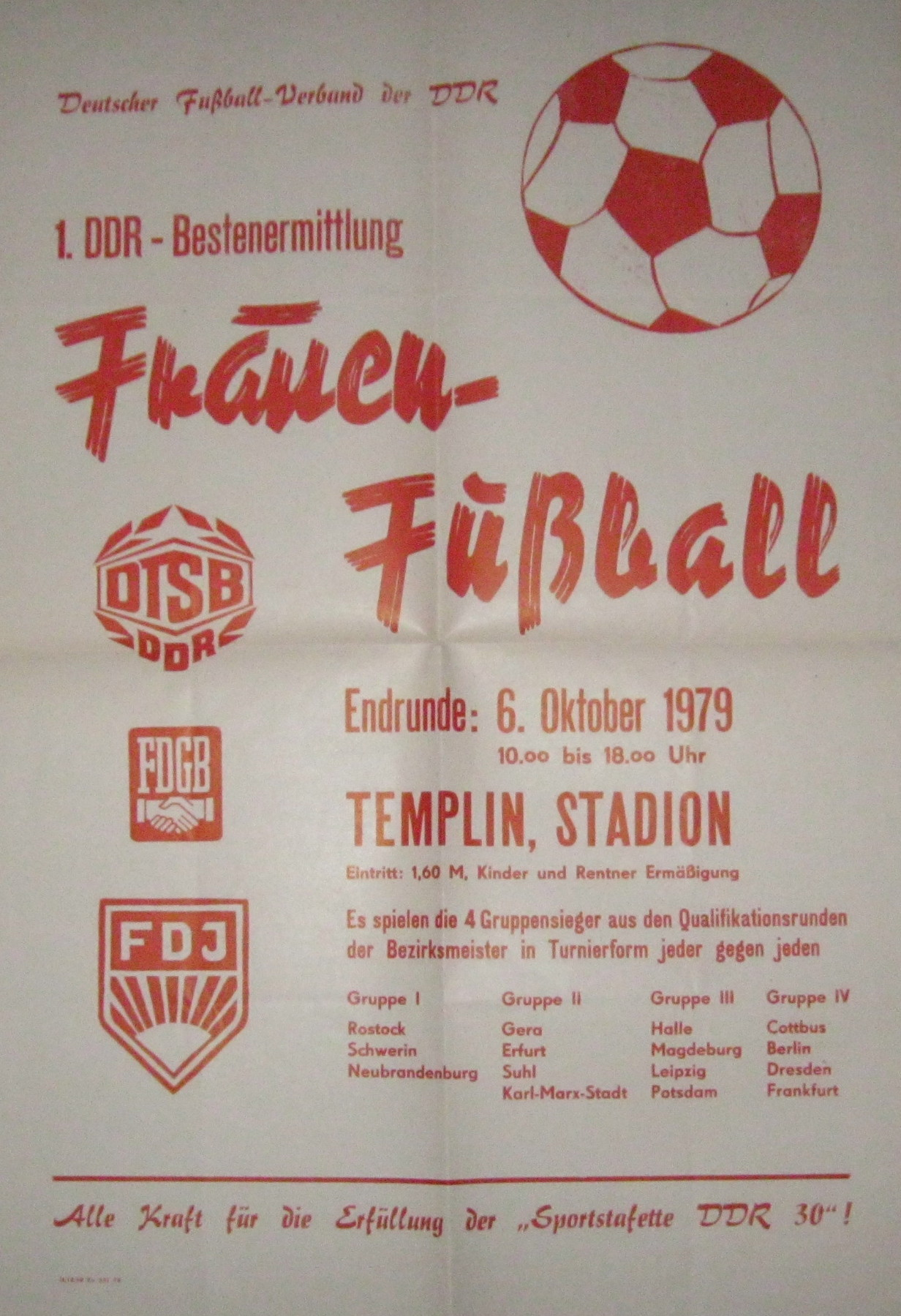
Plakat zur „1. DDR - Bestenermittlung“ 1979

Am 6. Oktober 1979 wurde im Stadion der Freundschaft in Templin vor 3.100 Zuschauern die BSG Motor Mitte Karl-Marx-Stadt als erster Titelträger im DDR-Frauenfußball ermittelt. Das Turnier mit den vier teilnehmenden Mannschaften wurde im Modus „Jeder-gegen-jeden“ in sechs Spielen à zweimal 20 Minuten ausgetragen.

### Die Mannschaften
- BSG Motor Mitte Karl-Marx-Stadt

- Ute Gotthardt (Tor)
- Heike Berthold
- Birgit Mothes
- Petra Ehrlich
- Marlies Ringleb
- Heike Scheufler
- Steffi Schaarschmidt
- Petra Frenzel
- Andrea Junghans
- Ramona Weißbach
- Evi Reusch
- Regina Mend
- Bettina Wesemann
- Karin Schindler
- BSG Aufbau Dresden-Ost

- Beate Knauber (Tor)
- Marion Selchow
- Christine Herden
- Giesela Werner
- Annerose Heider
- Katja Schlemmer
- Ilona Schubert
- Kerstin Ullmann
- Renate Zebisch
- Brigitte Kiesel
- Ines Stephan
- Petra Kretschmann
- Angelika Ahnert
- Jutta Niepilt
- Veronika Riemer
- Kathrin Kirsch
- Marion Knoop
- BSG Post Rostock

- Hildtraut Groppe (Tor)
- Bianca Puffpaff
- Christiane Mühlenbruch
- Renate Draheim
- Andrea Unkhoff
- Christine Mühlenbruch
- Heike Wittfoth
- Angelika Hünemörder
- Katrin Erdmann
- Sybille Lange
- Gabi Kunze
- Kerstin Trinks
- Kerstin Kollath
- BSG Chemie Wolfen

- Monika Arndt (Tor)
- Kerstin Eckelmann
- Margitta Kümling
- Jutta Rohr
- Carola Hübner
- Dagmar Donath
- Heidemarie Wildenhein
- Ines Hutz
- Angela Mieth
- Elke Hörnur
- Birgitt Weimer
- Heike Tauchmann
- Petra Hartmann
- Martina Leiser

### Die Spiele
|                             | Ergebnis  |                    | Torschützinnen       |
| --------------------------- | --------- | ------------------ | -------------------- |
| Aufbau Dresden-Ost          | 2:0 (1:0) | Post Rostock       | Stephan (2)          |
| Motor Mitte Karl-Marx-Stadt | 2:0 (1:0) | Chemie Wolfen      | Weißbach, Reusch     |
| Motor Mitte Karl-Marx-Stadt | 1:0 (0:0) | Post Rostock       | Reusch               |
| Aufbau Dresden-Ost          | 0:0       | Chemie Wolfen      |                      |
| Post Rostock                | 3:0 (2:0) | Chemie Wolfen      | Erdmann (2), Unkhoff |
| Motor Mitte Karl-Marx-Stadt | 0:0       | Aufbau Dresden-Ost |                      |

### Die Torschützenliste
- Evi Reusch (Karl-Marx-Stadt) - 2
- Ines Stephan (Dresden) - 2
- Katrin Erdmann (Rostock) - 2
- Ramona Weißbach (Karl-Marx-Stadt) - 1
- Andrea Unkhoff (Rostock) - 1

### Abschlusstabelle
| Pl. | Mannschaft                      | Sp. | S | U | N | Tore    | Diff. | Punkte |
| --- | ------------------------------- | --- | - | - | - | ------- | ----- | ------ |
| 1.  | BSG Motor Mitte Karl-Marx-Stadt | 3   | 2 | 1 | 0 | 003:000 | +3    | 05:10  |
| 2.  | BSG Aufbau Dresden-Ost          | 3   | 1 | 2 | 0 | 002:000 | +2    | 04:20  |
| 3.  | BSG Post Rostock                | 3   | 1 | 0 | 2 | 003:300 | ±0    | 02:40  |
| 4.  | BSG Chemie Wolfen               | 3   | 0 | 1 | 2 | 000:500 | −5    | 01:50  |

### Schiedsrichter
- Heinz Rothe (Templin)
- Hans-Joachim Ladwig und Klaus Kindt (beide Neubrandenburg)